# Neopolyptychus serrator
Neopolyptychus serrator är en fjärilsart som beskrevs av Jordan 1929. Neopolyptychus serrator ingår i släktet Neopolyptychus och familjen svärmare. Inga underarter finns listade i Catalogue of Life.